# Les Grandes-Ventes
Les Grandes-Ventes je francouzská obec v departementu Seine-Maritime v regionu Normandie. Žije zde přibližně 1 700 obyvatel.

## Poloha obce

### Sousední obce
| Růžice kompasu | Torcy-le-Petit Torcy-le-Grand | Freulleville       | Saint-Vaast-d'Équiqueville Ricarville-du-Val | Růžice kompasu |
| Růžice kompasu | Muchedent                     | Sever              | Osmoy-Saint-Valery                           | Růžice kompasu |
| Růžice kompasu | Muchedent                     | Les Grandes-Ventes | Osmoy-Saint-Valery                           | Růžice kompasu |
| Růžice kompasu | Muchedent                     | Jih                | Osmoy-Saint-Valery                           | Růžice kompasu |
| Růžice kompasu | Saint-Hellier                 | Bellencombre       | Mesnil-Follemprise Ardouval                  | Růžice kompasu |